# 메모리아
메모리아(memoria) 또는 기억술은 서양 고전 수사학에서 기억과 관련된 측면을 일컫는 용어였다. 이 단어는 라틴어이며 "기억"으로 번역될 수 있다.
이는 고전 수사학의 다섯 가지 정전 중 하나였으며(나머지는 인벤티오, 디스포시티오, 엘로쿠티오, 프로눈티아티오), 연설과 산문을 작성하고 전달하는 것과 관련이 있었다.
수사학의 예술은 고대 그리스의 지적, 정치적 삶의 중심 매체였던 연설에서 비롯되었다. 법률 절차, 정치 토론, 철학적 탐구는 모두 구술 담론을 통해 이루어졌다. 그 시대의 위대한 텍스트 중 상당수는 우리가 저자와 연관 짓는 필사본이 아니라, 추종자와 학생들이 기록한 연설이었다. 로마 시대에는 훨씬 더 많은 양의 저술 작품이 있었지만, 구술은 여전히 중요한 토론의 매체였다. 오늘날 메모를 사용하거나 연설문을 읽는 연설가와 달리, 훌륭한 웅변가는 그러한 보조 도구 없이 연설을 전달해야 했다.
메모리아는 담론의 논증을 기억하는 규율이었다. 일반적으로 수사학의 다른 부분보다 작가들의 주목을 덜 받았는데, 그 주제에 대해 할 말이 적었기 때문이다. 그러나 연설을 암기해야 할 필요성은 어느 정도 담론의 구조에 영향을 미쳤다. 예를 들어, 디스포시티오의 일부로서, 기억을 돕는 구조(예: 담론의 주요 논증 개요인 디비시오)를 만드는 데 어느 정도 주의를 기울였다. 일부 작가들은 연설가를 돕기 위해 다양한 기억술 장치 사용에 대해서도 논의했다.
그러나 수사학자들은 메모리아를 단순한 암기 이상의 것을 요구하는 것으로 보았다. 오히려 웅변가는 즉흥 연설, 질문에 대한 답변, 반대 논증 반박을 허용하는 광범위한 지식을 갖추어야 했다. 오늘날의 연설은 무대화되고 일방적인 경향이 있지만, 이전에는 많은 연설이 토론, 대화 및 기타 환경의 일부로 이루어졌으며, 웅변가는 다른 사람들에게 반응해야 했다. 더욱이 수사학자들은 연설가의 신뢰성이 준비된 논증의 강도뿐만 아니라 청중이 연설가를 인식하는 방식에도 달려 있음을 인식했다. 그리스, 로마, 르네상스 유럽에서는 연설가가 많은 학습 분야에 익숙한 것이 미덕으로 간주되었다.

## 르네상스 시대
인본주의자들이 고전 작가들의 저술에서 발견된 기억에 대한 아이디어를 받아들였을 때, 메모리아는 교육 시스템에서 중요한 역할을 했다. 텍스트는 먼저 암기 방식으로 학습된 다음 의미를 위해 다시 읽혔다. 어린이의 암기 능력은 처음에는 필사본 형태로 제공되었고, 1470년대부터는 인쇄기의 첫 생산품 중 하나였던 "기억 테이블"에 의해 도움을 받았다. (출처: Paul Gehl, A Moral Art: Grammar, Society, and Culture in Trecento Florence (1993).)

## 기억과 카이로스
기억, 즉 수사학의 네 번째 정전과 발명, 즉 첫 번째 정전은 연결되어 있다. 레토리카 아드 헤렌니움은 기억이 "발명된 것들의 보고"라고 언급하며, 공통 주제를 축적하는 관습을 간접적으로 언급한다. 따라서 수사학자에게 기억은 담론을 전달하기 위해 암기해야 할 필요성만큼이나 즉흥 연설의 필요성과도 관련이 있다. 이런 식으로 기억은 카이로스와 코피아 및 확대 개념과 연결된다(Burton).
크롤리(Crowley)와 호히(Hawhee)는 기억과 카이로스에 대해 다음과 같이 말한다. "...카이로스와 기억은 여러 가지 방식으로 협력했다. 첫째, 둘 다 일종의 '조율'을 필요로 한다. 즉, 기억에 보관할 항목을 모으는 수사학자는 나중에 유용할 수 있는 현재 사용 가능한 것이 무엇인지 동시에 생각해야 한다. 둘째, 기억은 말하거나 작곡하는 순간에 조율, 즉 예시, 논증 등을 떠올릴 적절한 시기를 인식하는 것을 요구한다"(317).

## 기억 시스템
고대인들은 기억술과 같은 정교한 시스템, 예를 들어 장소법을 사용하여 많은 양의 정보를 기억 속에 저장했다. 오늘날 우리는 문자 및 전자 기억 시스템을 사용한다. 문자 기억 시스템에는 책, 정기 간행물, 도서관이 포함된다. 전자 시스템에는 컴퓨터, 데이터베이스, 컴퓨터 소프트웨어, 월드 와이드 웹 및 기타 인공 기억 장치(Crowley and Hawhee 325–28)가 포함된다.

## 기억 정전의 세 가지 요소

### 연설 암기
수세기 전, 고대 웅변가들은 메모 카드나 요약본의 도움 없이 연설을 암기하고 발표해야 했다. 특정 내용을 기억하기 위한 수단으로서 필기는 고대 문화에서 경멸받았다. 플라톤은 자신의 파이드로스에서 소크라테스가 글쓰기나 메모에 의존하는 것이 정신과 기억력을 약화시킨다고 설명하는 장면을 그린다.
"만약 사람들이 이것을 배운다면, 그것은 그들의 영혼에 망각을 심을 것이다: 그들은 쓰여진 것에 의존하기 때문에 기억을 행사하기를 멈출 것이고, 더 이상 스스로 내부에서 사물을 기억해내지 않을 것이다."
고대 그리스에서 메모하는 방식을 사용하는 것이 적발된 사람은 비웃음을 당하고 "정신이 나약한" 사람으로 여겨졌다. 오늘날에는 연설가들이 메모 카드를 사용하는 것이 훨씬 더 흔하지만, 메모를 사용하지 않고 하는 연설이 훨씬 더 인상적이다.
연설 중에 기억을 사용하는 것은 웅변가가 청중에게 영향을 미치는 방식에도 영향을 미칠 수 있다. 연설가가 오로지 자신의 기억에 의존하여 청중에게 연설할 때, 그들은 관계 내에서 일정량의 에토스를 구축한다. 연설 상황에서 에토스와 관련된 메모리아는 청중 간에 느껴지는 일정량의 신뢰성뿐만 아니라 웅변가가 청중에 대해 가지는 유사성, 권위 또는 전문성 수준으로 설명할 수 있다. 고대 그리스와 달리 오늘날 사회에서는 정치인과 권위 있는 사람들이 연설을 할 때 보조 도구를 사용하는 것이 훨씬 더 용납된다. 비록 메모나 텔레프롬프터를 사용하는 것이 보조 도구로 간주될 수 있지만, 정보를 청중에게 명확하고 간결하게 전달하는 것이 훨씬 더 중요하게 여겨진다.

### 자신의 연설을 기억에 남도록 만들기
고대 웅변가들에게는 연설이 단순한 전달보다 어떻게 발표되었는가의 탁월함이 더 중요했다. 연설을 전달하는 중요한 특징은 청중이 자신의 연설 주제를 기억하도록 만드는 방법을 찾는 것이었다. 청중이 제시된 정보나 아이디어를 확실히 배우도록 해야 했다.

### 수사학적 자료의 보고 보관
기억의 세 번째 요소는 미래 연설에 사용될 수 있는 인용문, 사실, 일화를 사용하는 것과 관련이 있다. 전문 웅변가는 항상 수사학적 자료의 보고를 가까이 두고 있는 것으로 알려져 있다.